# St. Peter (Hörlis)

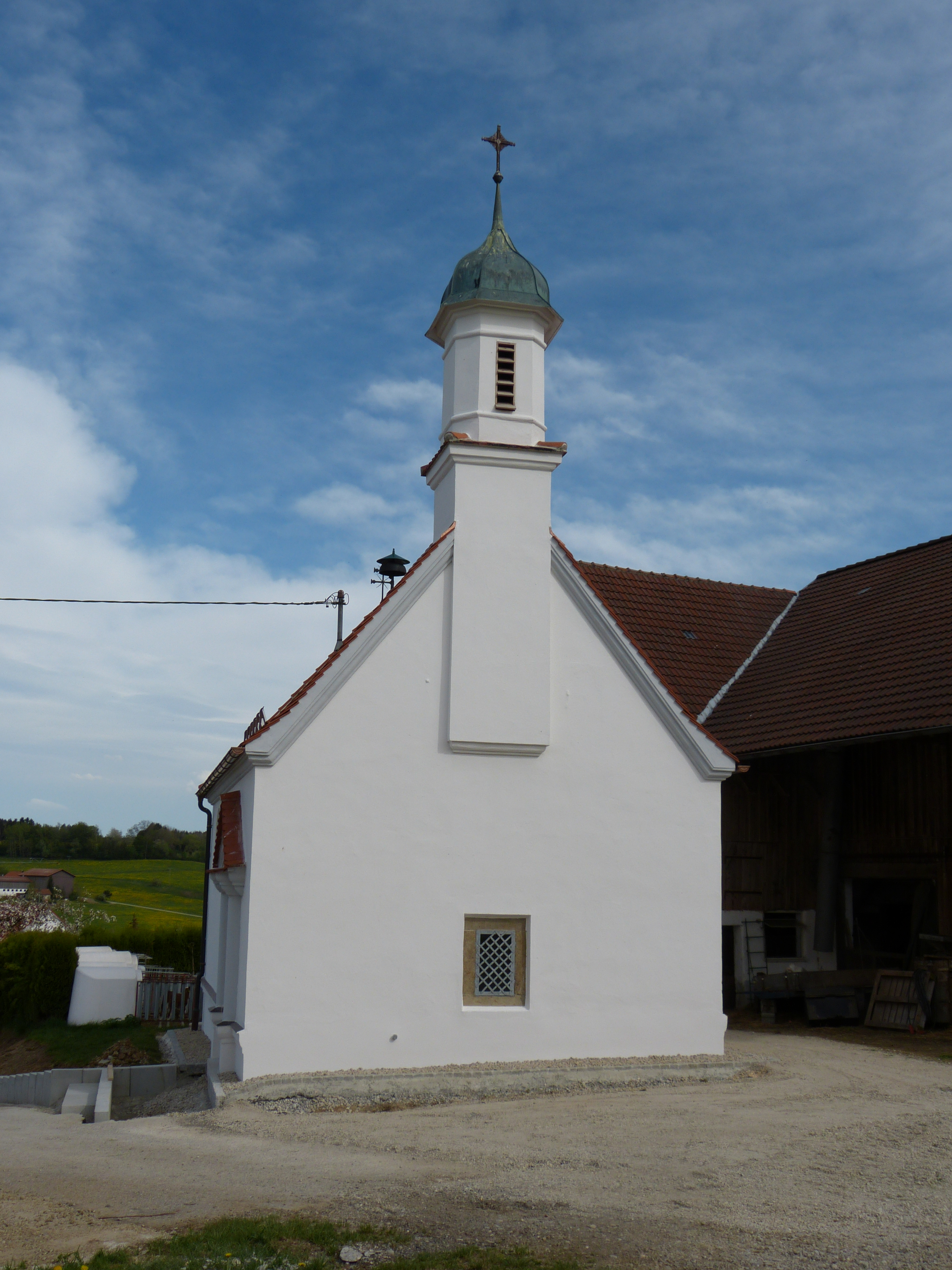
St. Peter in Hörlis

Die römisch-katholische Kapelle St. Peter in Hörlis, einem Ortsteil der Gemeinde Kirchhaslach im Landkreis Unterallgäu (Bayern), entstand vermutlich zur gleichen Zeit wie der Weiler selbst, um die Mitte des 15. Jahrhunderts. Das Kirchengebäude steht unter Denkmalschutz.

## Geschichte
Der bestehende Bau stammt von 1683, als der Bauer Johann Bertele aus Hörlis die Kapelle neu errichten ließ. Der erste Gottesdienst wurde am 13. April 1684 gefeiert. In der Westwand befindet sich ein steinernes Fenstergewände mit der Bezeichnung 1559. Dies deutet entweder darauf hin, dass dies als älteres Einzelstück wieder verwendet wurde oder dass Baubestandteile des Vorgängerbaus beim Neubau erhalten geblieben sind. Eine Restaurierung fand unter anderem 1893, etwa 1965 und in den 2010er Jahren statt.

## Baubeschreibung

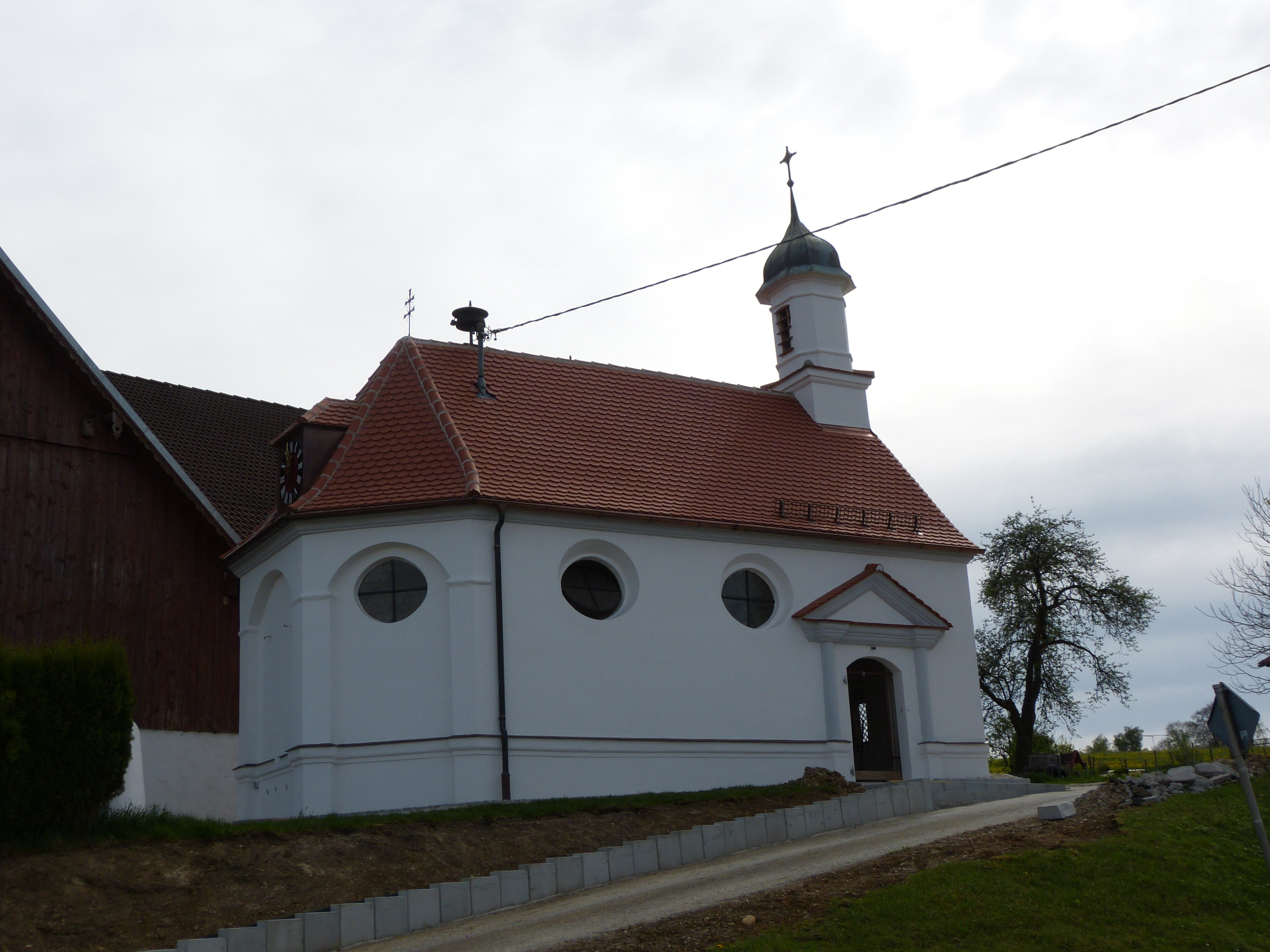
Nordansicht der Kapelle in Hörlis

Die Kapelle besteht aus einem Saalbau mit dreiseitigem Schluss. Im Langhaus sind auf beiden Seiten zwei querovale Fenster vorhanden. Diese finden sich auch an den Schrägachsen der Apsis. Der Zugang zur Kapelle erfolgt durch eine Stichbogentür an der Nordwand. Im unteren Bereich der westlichen Giebelseite ist eine vergitterte Öffnung angebracht. Auf der Innenseite der, von mit Rautenfeldern und Rosetten geziertem Steingewände umgebenen Öffnung, findet sich im Scheitel die Jahreszahl 1559. Das Fenster ist innen von einer Stichbogenblende mit schrägen seitlichen Laibungen umgeben. Im Langhaus ist eine Flachdecke eingebaut.
Der Fassade des dreiseitigen Schlusses ist außen mit segmentbogig schließenden Blenden verziert. Die geknickten Pfeilervorlagen zwischen den Blenden enthalten wulstförmige Kämpfergesimse. Mit Ausnahme der Westseite läuft um die Kapelle ein Sockel, der von einem verkröpften breiten Wulstgesims abgeschlossen wird. Der Sockel wird auch um die Portalsäulen und die Chorpfeiler geführt. Unterhalb des Daches verläuft ein profiliertes Traufgesims. In einem hölzernen Zwerchgiebel über der Schlussachse des Chores ist eine Uhr eingebaut. Um das Zugangsportal auf der Westseite ist eine Ädikula errichtet. Diese besteht aus dünnen, die Eingangstüre flankierenden, Halbsäulen. Die Säulen setzen auf gebauchten Sockeln auf und besitzen keine Kapitelle. Darüber erhebt sich ein verkröpfter, kräftig profilierter Dreiecksgiebel. Die Eingangstüre stammt vom Ende des 18. Jahrhunderts. An der Außenseite der Türe befindet sich eine reiche, flach ausgeführte, ornamentale Schnitzerei in frühklassizistischen Formen. Ein Dachreiter mit quadratischem Unterteil erhebt sich oberhalb des Westgiebels. Das Unterteil des Dachreiters wird von profiliertem Gesims abgeschlossen. Das Oberteil des Dachreiters mit seinen schmäleren Diagonalseiten ist oktogonal. Er besitzt eine blechgedeckte, erneuerte Schweifhaube mit Spitze. Darunter verläuft wie am sonstigen Dach auch, ein profiliertes Traufgesims.

## Innenausstattung
Ein ornamentales Fresko in Neurokoko-Formen ist an der Decke des Langhauses angebracht. In der Mitte des Freskos ist die Kapelle St. Peter mit dem Gnadenbild von Kirchhaslach dargestellt.
Der Altar stammt aus der Zeit um 1683 und ist aus Holz gefertigt. Er ist olivbraun marmoriert und mit Golddekor verziert. Die Ornamente sind im Ohrmuschelstil ausgeführt. Der Stipes des Altars ist nach oben hin ausgebaucht. Auf dem Altar ist ein konvexer Rokokosockel mit aufgesetztem Kruzifix vorhanden. Die vier Holzleuchter stammen aus dem 18. Jahrhundert. Der Altaraufbau ist zweisäulig. Eine breite Ohrmuschelkartusche ist an der Predella zwischen den Sockeln der Säulen vorhanden. Auf den beiden Außenseiten sind auf Volutenkonsolen neugotische Figuren der Apostel Petrus und Paulus aufgestellt. Abgeschlossen wird der Altar durch ein verkröpftes Gebälk mit Segmentgiebelstücken, die sich an den Seiten des niedrigen Altarauszugs befinden. In diesem ist eine Ohrmuschelkartusche mit einer Inschrift eingesetzt.
Das Gestühl stammt vermutlich aus dem 18. Jahrhundert und besitzt geschwungene Brettwangen. Des Weiteren sind außen am Chorscheitel ein gefasstes Kruzifix und Innen ein Vortragekruzifix, beide vom Ende des 17. Jahrhunderts, aufgestellt. Die kolorierten Kupferstiche des Kreuzwegs wurden von Johann Michael Probst aus Augsburg geschaffen und stammen aus der zweiten Hälfte des 18. Jahrhunderts.